# H&K USPに関連する作品の一覧

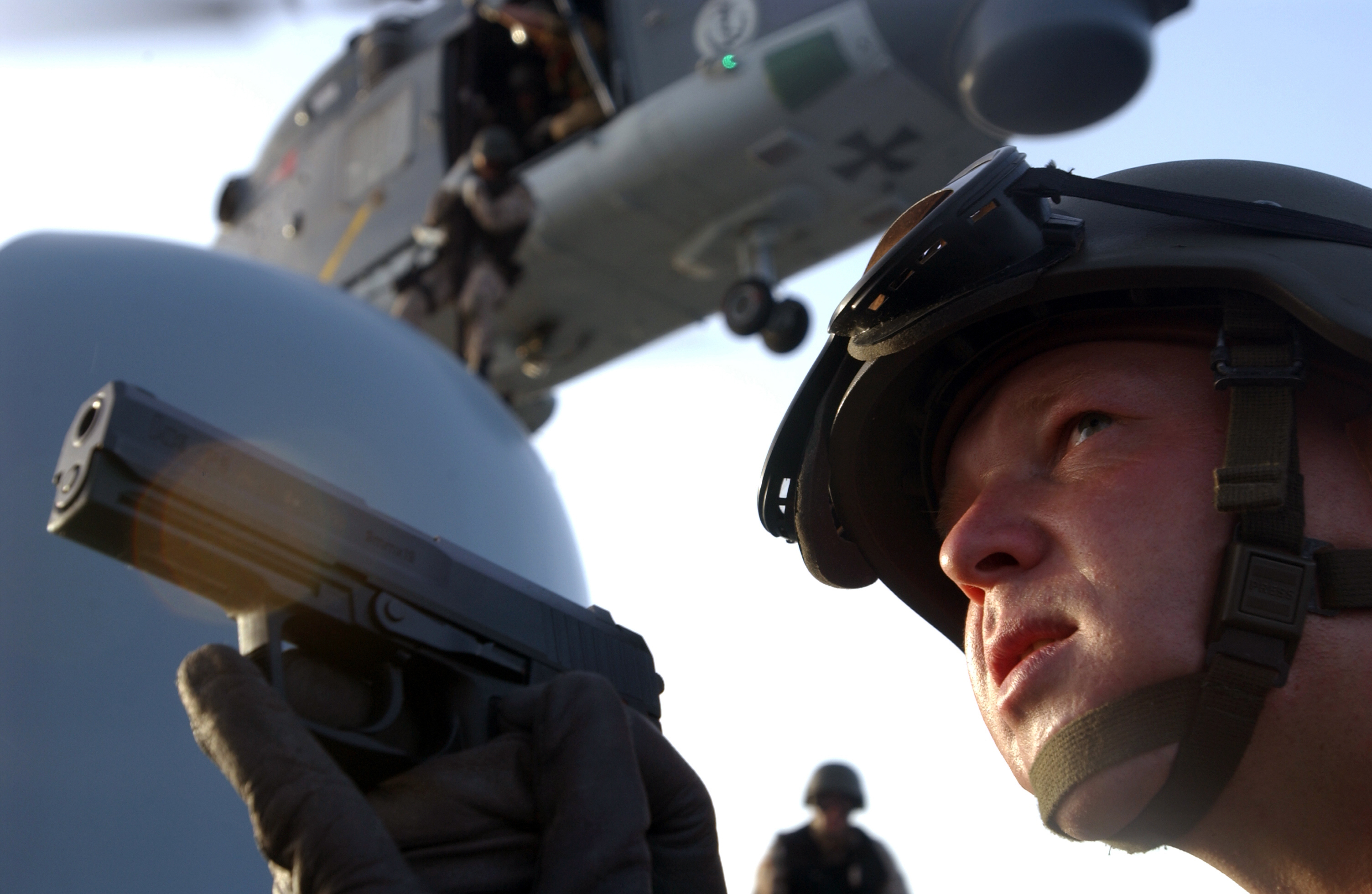
H&K USP（P8）を構えるドイツ海軍兵士

H&K USPに関連する作品の一覧（H&K USPにかんれんするさくひんのいちらん）は、ドイツのH&K社が開発した自動拳銃、H&K USPに関連する作品の一覧である。
H&K USPは、ドイツ連邦軍に制式拳銃として採用されたことや、警察の特殊急襲部隊をはじめとする世界中の軍隊や法執行機関の特殊部隊が使用していることから、知名度が高く数多くの作品に登場している。

## 映画・テレビドラマ
『24 -TWENTY FOUR-』
シーズン3-8にて、ジャック・バウアーがUSP コンパクトを使用。
『CRISIS 公安機動捜査隊特捜班』
公安機動捜査隊特捜班の装備として通常型が登場。主人公たちが、テロリストに対して使用する。また、稲見朗が自衛官時代の参加していた特殊任務の回想シーンでサプレッサーを装着した物を使用。
『CSI:科学捜査班』
シーズン12からシーズン15（ファイナルシーズン）にかけて、ニック・ストークス捜査官がUSP コンパクトのツートンカラーモデル（スライドシルバー）を使用する。
『CSI:マイアミ』
エリック・デルコ捜査官がUSP9をシーズン4途中まで使用。

『Mr.&Mrs.スミス』
ジョン・スミスがUSP エリートを使用。
『RED/レッド』
暗殺者がジョー・マシスンに対してサプレッサー付きのものを突き付ける。
『SPEC〜警視庁公安部公安第五課 未詳事件特別対策係事件簿〜』
テレビスペシャル翔、劇場版 天、劇場版 結にて当麻 紗綾警部補と 瀬文 焚流警部補が使用する。
『アイアンマン2』
エージェント、ロマノフがUSP コンパクトを使用。
『アウトレイジ』
新幹線内のシーンでヒットマンが使用。サプレッサー装備。
『アウトレイジビヨンド』
花菱会のヒットマンが使用。
『エグゼクティブ・デシジョン』
メディア初登場となったのが本作品。主人公のフィル・デイヴィッド・グラントが、サプレッサーとタクティカルライトを装着した通常型を携行する。
『キック・アス』
ヒット・ガールがUSP コンパクトを使用。
『コラテラル』
ヴィンセントがUSP45を途中で紛失し、それが後にマックスに使われる。
『ザ・ターゲット』
シークレットサービスの1人が、レーザーサイトを装着して使用。
『サドン・デス』
テロリスト集団の1人がサプレッサーを装着して使用。なお、終盤ではダレン・マッコードが敵から奪い、ジョシュア・フォスが乗っているヘリコプターの梯子に飛び移り、パイロットを射殺する。
『ダイ・ハード4.0』
ガブリエルの部下がUSP タクティカルにサプレッサーをつけたものを、エマーソンがUSP コンパクトを使用。また、終盤ではジョン・マクレーンの娘ルーシーがエマーソンの隙をついてレッグホルスターに入れた状態から発砲し、エマーソンの足の甲を撃ち抜く。
『トゥームレイダー』
ララ・クロフトがUSP マッチを二丁拳銃で使用。左手でも操作できる仕様が活かされている。
『ドクター・フー』
2001世紀（西暦200,100年）の宇宙ステーション「ゲームステーション」の警備員が使用。
『図書館戦争』
2作品両方に登場。第1作では笠原郁と仁科巌を拉致した良化法賛同団が使用。第2作では良化隊員が図書館敷地外に脱出した堂上篤と笠原郁に対し使用。スライドが閉じた状態で弾切れが起きる描写ミスが存在する。
『バイオハザードIII』
カルロスがシルバースライドモデルをラスベガスで使用。
『バイオハザードV リトリビューション』
アリス救出チームの1人、ルーサー・ウェストがUSP9を使用する。

『ヒート』
ニール・マッコーリーがP220のほか、USPを使用。
尚、ヒートで使用されたUSPは.45ACP弾仕様だと書かれている記事が複数あるが45口径モデルのUSPは映画の撮影時には存在していなかったので、9×19mmパラベラム弾か.40S&W弾のモデルが使用された可能性が高い。
だがどのモデルが使われたかは、はっきりとはまだ分かってない。
『ブラッディ・マンディ』
警察庁警備局公安特殊三課「THIRD-i」の隊員が使用する。
『ブラッド・ダイヤモンド』
アーチャーがUSP コンパクトのシアーハンマー付きを、大佐がUSPを使用。
『ブレイド2・ブレイド3』
ブレイドがUSP マッチを改造したもの使用。
『ミッション:インポッシブル2』
終盤でイーサン・ハントが砂に埋もれていたUSP コンパクトを足で蹴り上げてキャッチし、敵のショーン・アンブローズを射殺するのに使用。
『リプレイスメント・キラー』
ジョン・リーが使用。
『ワイルド・スピード EURO MISSION』

## アニメ・漫画
『亜人』
入間基地に侵入した佐藤が、殺害した基地警備隊員から強奪して使用。本銃を装備していた隊員の遺体を盾に数名の隊員を射殺するが、64式7.62mm小銃による射撃を銃本体に受け使用不能となり、そのまま投棄される。
『Angel Beats!』
死んだ世界戦線（SSS）メンバーの直井が使用。
『BLACK CAT』
フリットが使用。
『炎炎ノ消防隊』
第8特殊消防隊の武久火縄中隊長が東京軍時代に焔ビトとなった友人の形見として所持。
『こちら葛飾区亀有公園前派出所』
『エヴァンゲリオンシリーズ』
『新世紀エヴァンゲリオン』
『シト新生・Air/まごころを、君に』
葛城ミサトが愛銃として使用。TV版では脅しで使う事が多かったが、旧劇場版では孤立した碇シンジを助けるために使用。
『ヱヴァンゲリヲン新劇場版:破』
次回予告にて加持リョウジがレーザーサイト付きの物を使用。
『シン・エヴァンゲリオン劇場版』
赤木リツコが使用。ヴンダーに降り立った碇ゲンドウに対して連続して発砲するが、「ネブカドネザルの鍵」を使ったゲンドウには通用しなかった。
『S -最後の警官-』
NPSの隊員が通常型を使用。テレビドラマ版ではNPS以外にもSAT、SIT、銃器対策部隊も使用。
『ビビッドレッド・オペレーション』
第5話で黒騎れいが警備兵から強奪して使用。
『名探偵コナン 天空の難破船』
飛行船「ベル・ツリー1世号」をハイジャックしたテロリスト「赤いシャムネコ」がUSPコンパクトを使用。
『名探偵コナン 絶海の探偵』
自衛隊情報保全隊の装備としてUSP コンパクトが登場。主要人物の藤井七海一等海佐が、架空のあたご型護衛艦「ほたか」に潜入したスパイXとの戦闘に備えて携行する。
『狂乱家族日記』
乱崎 凰火が使用。

## 小説
『ダ・ヴィンチ・コード』
シラスが.40S&W弾モデルを使用。
『デビル17』
黒江徹がグリップを手に合うよう改造して使用。
『緋弾のアリア』
11巻にてGIII（ジーサード）が使用。
『ピノキオ急襲』
SAT隊長の江川がロボット兵士「ピノキオ」に対して使用しようとするが、ホルスターから抜いた瞬間に撃たれ、未発砲に終わる。

## ゲーム
『WarRock』
USP9が「USP」の名称で登場する。
『カウンターストライク』
タクティカル45がカウンターテロ部隊の標準装備として登場。サプレッサー装着可能。
『コール オブ デューティシリーズ』
『CoD4』
USP45が「USP.45」の名称で登場。
『CoD:MW2』
USP45が「USP.45」の名称で登場。
『CoD:MW3』
USP45が「USP.45」の名称で登場。
『CoD:BO3』
「RK5」の名称で近代化改修を施したマッチモデルが登場する。
『CoD:BO6』
「GS45」の名称でUSP45が登場する。

『サドンアタック』
ゲーム内通貨で購入可能。
『スプリンターセル コンヴィクション』
USP45が登場。同社のMARK 23も登場する。
『ドールズフロントライン』
USP Compactが、星2戦術人形「Gr USPコンパクト」という名前で萌え擬人化されて登場する。また、404小隊に所属するHK416の戦術人形「416」がサイドアームとしてサプレッサーを装備したUSPタクティカルを使用している他、公式コミカライズ作品の「人形之歌」の9話ではAR小隊の戦術人形「M16A1」との一騎討ちの決闘にてサプレッサーを外した物を使用する。
『ハーフライフ2』
ゴードン・フリーマン、バーニィ・カルフーン、レジスタンスメンバー、コンバインフォースがマッチモデルを使用。
『バイオハザードシリーズ』
『バイオハザード4』、『バイオハザード RE:4』
レオン・S・ケネディの初期ハンドガンとして登場。ステンレスフレームのUSPだが、オリジナルのバイオハザード4の方はグリップ部分がゲームオリジナルデザインになっている。
『バイオハザード5』
『バイオハザード4』とは違い、オリジナルモデルが登場。
『バイオハザード リベレーションズ2』
「HG-P10」という名前で登場する。
『バイオハザード RE:2』
『バイオハザード RE:3』
「MUP」という名前で登場する。
『プリズム◇リコレクション!』
ヴェロニカ・アーデルハイト、比叡=ハインツェルがUSP45を使用。銃を持つ立ち絵あり。
『メタルギアソリッド2』
USP9がタンカー編に登場。レーザーサイトとフラッシュライト装備。オルガ・ゴルルコビッチが持っていたものを、彼女との戦闘後にソリッド・スネークが奪って使用する。